# 태백시의 국회의원

## 행정구역 변천
- 1981년 7월 1일 삼척군 황지읍·장성읍에 강원도 태백시 설치

## 태백시의 역대 국회의원 일람
| 대수   | 이름           | 소속정당     | 임기                              | 선거구역                                | 개표결과 |
| ------ | -------------- | ------------ | --------------------------------- | --------------------------------------- | -------- |
| 제12대 | 김정남(金正男) | 민주정의당   | 1985년 4월 11일 - 1988년 5월 29일 | 동해시·태백시·삼척군 일원(제3선거구)    | 보기     |
| 제12대 | 김효영(金孝榮) | 무소속       | 1985년 4월 11일 - 1988년 5월 29일 | 동해시·태백시·삼척군 일원(제3선거구)    | 보기     |
| 제13대 | 류승규(柳昇珪) | 무소속       | 1988년 5월 30일 - 1992년 5월 29일 | 태백시 일원                             | 보기     |
| 제14대 | 류승규(柳昇珪) | 민주자유당   | 1992년 5월 30일 - 1996년 5월 29일 | 태백시 일원                             | 보기     |
| 제15대 | 박우병(朴佑炳) | 신한국당     | 1996년 5월 30일 - 2000년 5월 29일 | 태백시·정선군 일원                      | 보기     |
| 제16대 | 김택기(金宅起) | 새천년민주당 | 2000년 5월 30일 - 2004년 5월 29일 | 태백시·정선군 일원                      | 보기     |
| 제17대 | 이광재(李光宰) | 열린우리당   | 2004년 5월 30일 - 2008년 5월 29일 | 태백시·영월군·평창군·정선군 일원        | 보기     |
| 제18대 | 이광재(李光宰) | 통합민주당   | 2008년 5월 30일 - 2010년 4월 28일 | 태백시·영월군·평창군·정선군 일원        | 보기     |
| 제18대 | 최종원(崔鍾元) | 민주당       | 2010년 7월 29일 - 2012년 5월 29일 | 태백시·영월군·평창군·정선군 일원        | 보기     |
| 제19대 | 염동열(廉東烈) | 새누리당     | 2012년 5월 30일 - 2016년 5월 29일 | 태백시·영월군·평창군·정선군 일원        | 보기     |
| 제20대 | 염동열(廉東烈) | 새누리당     | 2016년 5월 30일 ~ 2020년 5월 29일 | 태백시·횡성군·영월군·평창군·정선군 일원 | 보기     |
| 제21대 | 이철규(李喆圭) | 미래통합당   | 2020년 5월 30일 ~ 2024년 5월 29일 | 동해시·태백시·삼척시·정선군 일원        | 보기     |
| 제22대 | 이철규(李喆圭) | 국민의힘     | 2024년 5월 30일 ~                 | 동해시·태백시·삼척시·정선군 일원        | 보기     |

## 같이 보기
- 영월군의 국회의원
- 평창군의 국회의원
- 정선군의 국회의원
- 삼척시의 국회의원
- 동해시의 국회의원
- 횡성군의 국회의원
- 태백시 (선거구)
- 태백시·정선군
- 태백시·영월군·평창군·정선군
- 태백시·횡성군·영월군·평창군·정선군
- 동해시·태백시·삼척시·정선군